# Desa Pakisaji (administrativ by i Indonesien, lat -8,22, long 112,05)
Desa Pakisaji är en administrativ by i Indonesien.   Den ligger i provinsen Jawa Timur, i den västra delen av landet, 600 km öster om huvudstaden Jakarta.